# Michel Eyzinger

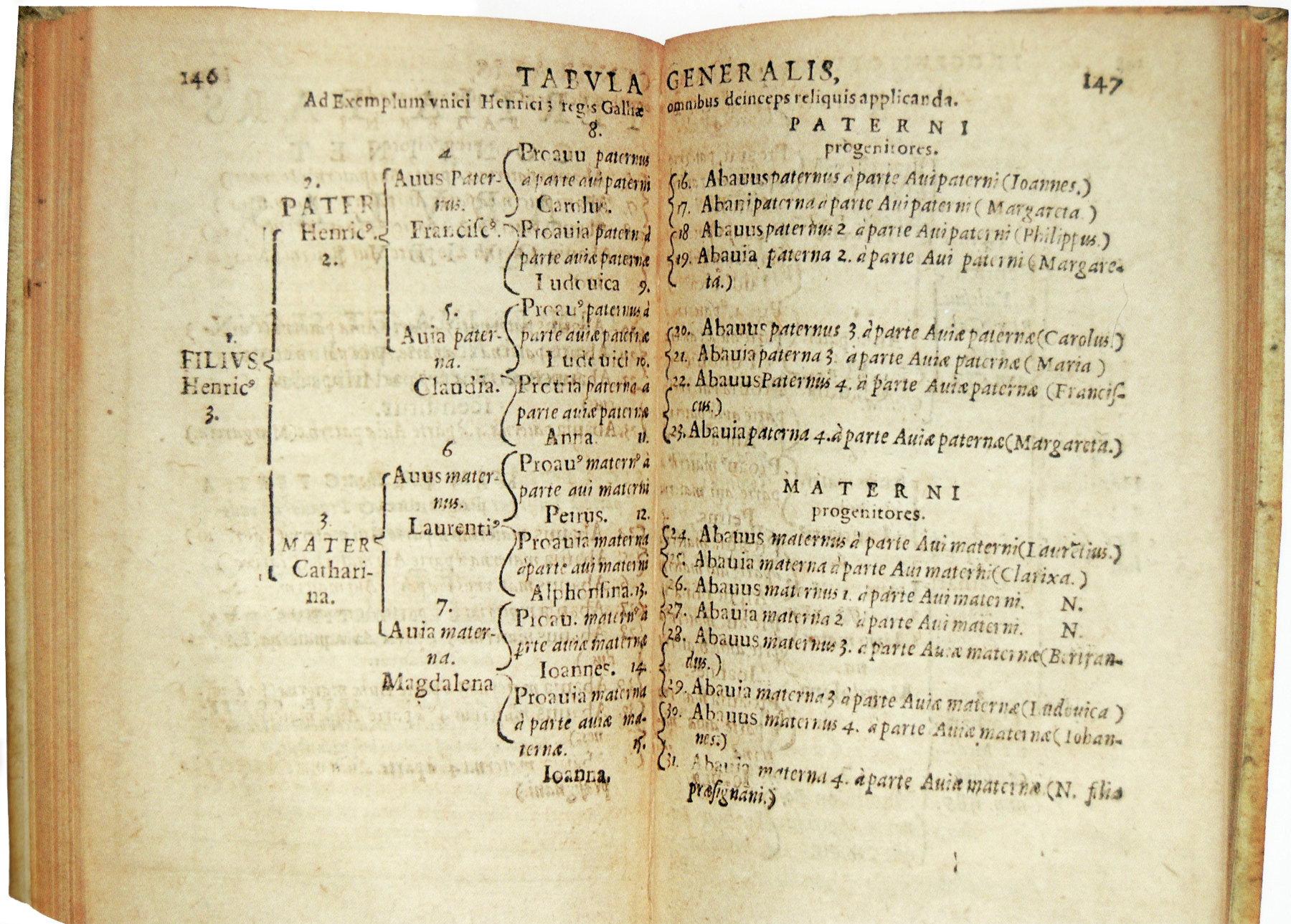
Una tabla de ascendientes en el “Thesaurus principum hac aetate in Europa viventium”, publicado por Michel Eyzinger en 1590, donde se utilizó por primera vez un método de numeración de los ancestros en genealogía.

Michel Eyzinger o Freiherr Michael von Aitzing o Eitzing (Obereitzing, hacia 1530 – Bonn, 1598) fue un aristócrata austriaco, erudito y gran viajero, historiador y publicista, que creó un método de numeración de los ancestros en una genealogía ascendente.
Eyzinger (como solía fimar sus escritos) publicó en 1579 “Leo Belgicus“, un libro donde relataba la historia de los Países Bajos. A partir de 1588 comenzó a publicar dos veces al año, en Colonia, las “Postrema Relatio Historica“, donde relataba los acontecimientos más importantes de la actualidad. 
Fue Eyzinger quien en 1590 utilizó por primera vez un método de numeración de los ancestros, en su libro “Thesaurus principum hac aetate in Europa viventium” (Colonia, Gottfried von Kempen, 1590), que trata sobre las casas reales y principescas europeas.
Ese método fue recuperado en 1676 por Jerónimo de Sosa y revisado en 1898 por Stephan Kekulé von Stradonitz, quien lo popularizó y es conocido hoy como el sistema Ahnentafel.